# Tangara šarlatová
Tangara šarlatová (Piranga olivacea) je středně velký kardinálovitý pták z rodu Piranga. V minulosti byla tangara šarlatová řazena do čeledi tangarovitých (Thraupidae). Studie molekulárních dat ovšem plně podporují její zařazení (společně se zbytkem rodu Piranga) do čeledi kardinálovitých (Cardinalidae). Vyskytuje se ve východní části Spojených států a jihovýchodě Kanady, avšak přezimovává v Jižní Americe. Dle Mezinárodního svazu ochrany přírody (IUCN) se jedná o málo dotčený druh.

## Popis

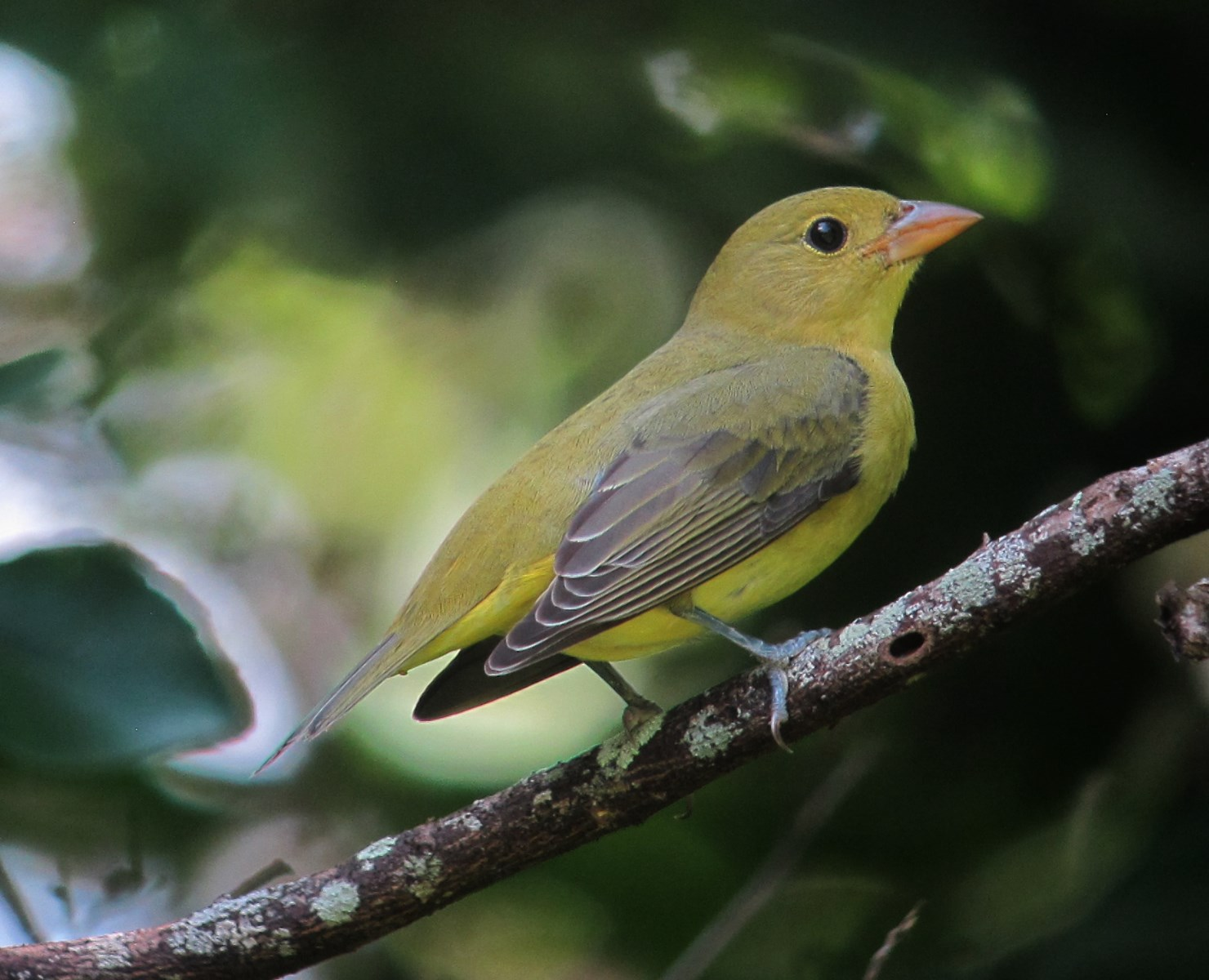
Samice tangary šarlatové

Tangara šarlatová je středně velký zpěvný pták, i přesto je ale nejmenší z rodu Piranga. Váží 23,5 až 38 g, v závislosti na potravě a jejím množství, a na délku má od 16 do 19 cm. Rozpětí křídel je 25 až 30 cm. Pohlavní dimorfismus je velmi výrazný: dospělí samci mají jasně červené peří po větší části těla, jen peří na křídlech je tmavě hnědé až černé. Naopak samice jsou nažloutlé na dolních partiích a horní partie mají olivové až hnědé. Jejich křídla jsou tmavě hnědá až černá. Přes zimu se ale samci velmi podobají samičkám, jejich peří na většině těla totiž zesvětlá a naopak na křídlech a ocase ztmavne. Ptáčata se vždy podobají samicím, jejich pohlaví lze rozpoznat až po prvním přepeřování.
Poněkud matoucí se může zdát latinský název olivacea čili olivový/á. Tato chyba vznikla již při prvním popsání tangary šarlatové v roce 1789, kdy byla popisována mladá samice: ty mohou být zeleně olivové nebo dokonce světlejší. Přestože byla tato chyba později zaznamenána, nikdo již zažitý název neupravoval a proto zůstává dodnes nezměněný.

## Ekologie
Tangara šarlatová se živí zralými plody, občas i citrusy nebo jiným exotickým ovocem, které najde u lidských obydlí. Jinak si ale vystačí s ostružinami, malinami, borůvkami nebo brusinkami. Nevynechají ani příležitost za letu chytit malý hmyz, specializují se na mravence, sršně, vosy, motýly nebo cikády. Těmto ptákům vyhovují rozlehlé listnaté lesy, zejména dubové, na východě Severní Ameriky. Ty musí mít minimálně 10 hektarů, aby v nich tangary našly dostatek potravy. Najdeme je ale i v parcích nebo na předměstích. Přezimovávají v horských lesích v podhůří And. Tato migrace probíhá v dubnu a kolem říjnu, to znamená, že v Severní Americe tangary stráví asi jen pět měsíců. Na cestě jsou ale minimálně další jeden měsíc. Extrémně vzácně se vyskytují i v západní Evropě.

## Rozmnožování
Období hnízdění probíhá od poloviny května do začátku června. Zatímco samci jsou již několik dní předem na zimovišti, samice se občas zpozdí i o týden. Po námluvách pár pak společně postaví hnízdo, což zabere méně než dva týdny. Snůška, kterou samice snese do hnízda, čítá obvykle čtyři vejce, výjimečně až šest. Ne všechna ale musí být oplodněná, naopak, není výjimečným případem, že z pěti vajec je oplodněné pouze jedno. Tato vejce mají světle modrou barvu s nazelenalým odstínem a jejich inkubaci provádí samice asi dva týdny. Průměrná hmotnost právě vylíhnutého ptáčete tangary šarlatové jsou téměř 4 g. Za deset dní pak mláďata svoji váhu navýší na 20 až 22 g, tedy 70 % váhy dospělého jedince. Ptáčata poprvé opouštějí hnízdo velmi brzy, ve věku 9 až 12 dní. Létat umí již za pár týdnů.